# Tatung Einstein

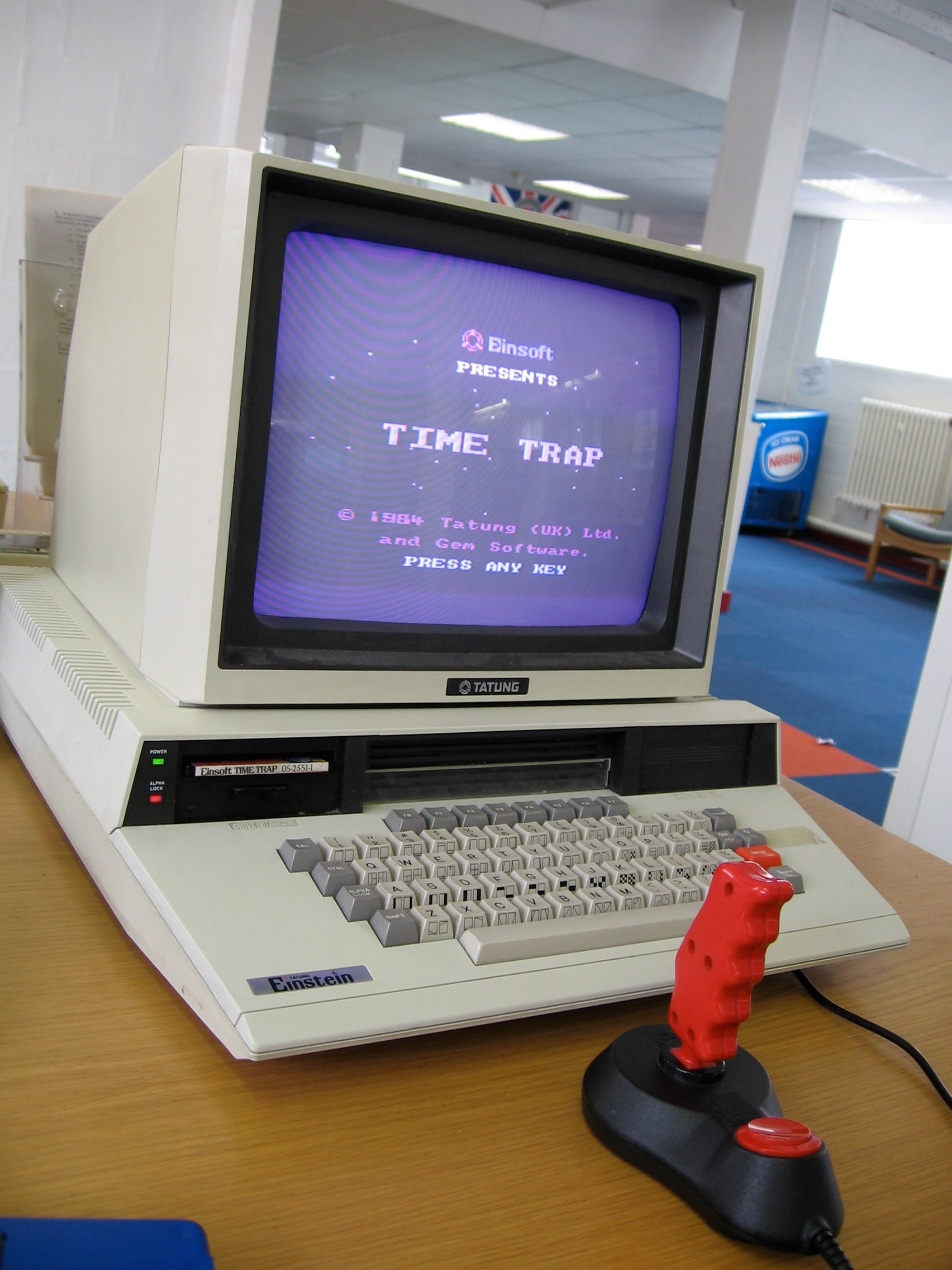
Con Joystick analógico y monitor

El Tatung Einstein TC-01 fue un ordenador doméstico / ordenador personal de 8 bits producido por la compañía Tatung de Taiwán, diseñado en los laboratorios de investigación de Tatung en Bradford, y montado en Bridgnorth y Telford, Inglaterra. Se dirige principalmente a las pequeñas empresas.

## Historia
El Einstein fue lanzado en el Reino Unido en el verano de 1984 y 5.000 se exportaron de nuevo a Taipéi en ese mismo año. Un monitor Tatung (monitor monocromo o en color) y una Impresora matricial estaban disponibles como opciones, además de las disqueteras internas y externas, y una tarjeta de 80 columnas. Mediante el Speculator (un emulador que requería de una caja externa conectada en el Tube) podía ejecutar varios juegos de Sinclair ZX Spectrum
Más caro que la mayoría de sus rivales, el Einstein era popular entre los programadores contemporáneos, pero era un fracaso comercial. Una versión posterior, revisada, el Tatung Einstein 256 sufrió un destino similar.

## Diseño
La máquina era físicamente grande, con una o dos disqueteras de tres pulgadas integradas fabricadas por Hitachi. En ese momento, la mayoría de los ordenadores domésticos en Europa utilizan casetes como soporte de almacenamiento. Otra característica inusual del Einstein es que al arrancar ejecuta un simple monitor de código máquina, llamado MOS (Machine Operating System). Dispone de una pequeña biblioteca de software propio, pero el disponer de serie del sistema operativo Xtal DOS (pronunciado 'Crystal DOS', creado por Crystal Computers en Torquay) compatible CP/M le abre la puerta de la mayor biblioteca profesional del momento (aunque hasta la aparición de los Amstrad CPC 664/Amstrad CPC 6128/Amstrad PCW el formato de discoes una dificultad para obtenerlo). Tiene también un intérprete BASIC, el Xtal BASIC. Gracias a la fiabilidad de la máquina, y una amplia memoria, la máquina demostró ser útil por lo que muchas empresas de software la utilizan para la programación, y luego portar el código a las máquinas destino: Spectrum 48k, Amstrad CPC, y Commodore 64. Con el tiempo, que fue sustituido por el compatible IBM PC y los Atari ST como sistemas de desarrollo.
Comparte muchos componentes (chip de sonido y vídeo, por ej.) con los MSX. De hecho su sucesor el Tatung Einstein 256, sustituye el Texas Instruments TMS9129 (presente en MSX 1) por un Yamaha V9938 (presente en los MSX 2) con una caja negra más reducida con solo una unidad integrada.

## Detalles Técnicos
- CPU Zilog Z80A a 4 MHz
- CTC (Counter/Timer Channel) Zilog Z84C30
- PIO (Peripheral Input/Output) Zilog Z84C20
- SIO Intel 8251
- ROM 8 a 32 KB
- RAM 64 KB
- VRAM 16 KB controladas directamente por un Chip de gráficos Texas Instruments TMS9129 con capacidad de 32 sprites (1 color, max 4 por línea horizontal). 16 colores disponibles.
- Sonido : Chip de sonido General Instrument AY-3-8910 (7 octavas, 3 voces) que también se encarga de la lectura del teclado
- Carcasa : rectangular en plástico blanco de 435 milímetros (17,13 plg) H x 515 milímetros (20,28 plg) W x 115 milímetros (4,53 plg) D
- Teclado QWERTY de 51 teclas y 8 teclas de función. Teclas normales en color gris claro, teclas de función (8 en una hilera superior), edición y especiales en gris oscuro, ↵ Entrar en rojo. En lateral izquierdo ESC, CTRL, ALPHA LOCK y ⇧ Mayús. En el derecho BREAK, dos teclas de cursor (izquierda/derecha y arriba/abajo), ↵ Entrar ⇧ Mayús, INS/DEL y GRAPH. Espaciadora en solitario. Cada tecla alfanumérica tiene representado en la cara inferior los dos caracteres semigráficos accesibles mediante GRAPH (con ⇧ Mayús para el derecho)
- Soporte disquete de 3 pulgadas; hasta 2 unidades internas y una externa gobernadas por un controlador de disquete Western Digital FD1771
- Entrada/Salida :
  1. Conector de modulador RF/TV PAL
  2. Regulador de volumen
  3. 2 conectores DIN 7 de joystick analógico
  4. Conector DIN 5 de interfaz RS-232
  5. Conector DIN 6 de monitor RGB (Linear o TTL)
  6. Puerto paralelo de impresora (Conector IDC 2 x 17 para cable cinta)
  7. Conector de entrada/salida programable por el usuario (Conector IDC 2 x 8 para cable cinta)
  8. Tatung Pipe (bus del procesador Conector IDC 2 x 30 para cable cinta)
  9. Unidad externa de disquete (Conector IDC 2 x 17 para cable cinta)
  10. Interruptor de Reset
- Placa madre
  1. Conector DIN 6 de monitor RGB (Linear o TTL)
  2. Conector DIN 5 de interfaz RS-232
  3. 2 conectores DIN 7 de joystick analógico
  4. Regulador de volumen
  5. USART Intel 8251 para el puerto serie
  6. PIO (Peripheral Input/Output) Zilog Z84C20
  7. CTC (Counter/Timer Channel) Zilog Z84C30
  8. Modulador RF Astec PAL UHF - 591,25 MHz 1,5 mV sincronizaciones de pico, modulación negativa.
  9. Conector de Teclado
  10. Chip de gráficos Texas Instruments TMS9129 (el mismo de los MSX)
  11. Chip de sonido General Instrument AY-3-8910 (7 octavas, 3 voces)
  12. Blindaje de la unidad de disquete
  13. 8 x Mostek 4564 chips para 64 KB de memoria RAM
  14. 8 KB 4764 EPROM holding the Einstein monitor
  15. Zilog Z80A fabricado por Mostek
  16. Fuente de alimentación conmutada interna 220/240 V AC 50/60 Hz 30 Vatios, con salida de 12 y 5 voltios DC que se conecta en la placa madre
  17. Interruptor de Reset
- Disquetera una o dos unidades Teac FD30A de simple cara, 100 tpi, 40 pistas, 10 sectores por pista, 512 bytes por sector, codificación MFM; 12 milisegundos de tiempo de acceso pista a pista, 171 ms media. Tasa de transferencia 250Kbits/segundo. Se conecta por cable plano a la placa madre, junto al conector de unidad externa, y toma la alimentación de dos conectores (uno por unidad) junto al conector de la placa madre para la alimentación.

## Periféricos

### Segunda unidad de disco
El TK01 Upgrade kit es una segunda disquetera interna de 3 pulgadas con los cables necesarios.

### Tarjeta de 80 columnas
Es el Model TK02 Se fija mediante dos tornillos en la trasera del equipo al que se conecta por el Tatung Pipe mediante un cable plano que sale por debajo. En su trasera presenta un puerto Tatung Pipe para poder encadenar más ampliaciones y un conector RCA de vídeo compuesto Permite trabajar en 80 x 24 caracteres, el estándar de CP/M
Tiene un chip de gráficos UM6845 y un chip SRAM Toshiba TMM2016

### Speculator
Comercializado por SyntaxSoft se basa en el emulador del mismo nombre para Memotech MTX, pero ampliado. Su autor, Tony Brewe, crea una versión para el Einstein que se conecta al PIPE. Dentro de la caja tiene un altavoz y la interfaz de casete, junto con dos PALs, un chip SRAM Hitachi HM6116P-4 y 6 chips de la Serie 7400.
 En cada disco vienen 4 programas:
- SP1.COM : el programa utilizado para cargar y ejecutar cualquiera de los 20 juegos de ZX Spectrum.
- SPID.COM : la utilidad para agregar un directorio a un disco que tiene software de Spectrum guardado en él.
- CLOAD.COM : utilidad para pasar software desde una casete Spectrum a un disco Einstein.
- CSAVE.COM : utilidad para transferir software desde el disco de Einstein a una casete con formato Spectrum.

The Einstein Speculator explica cómo modificar el SP1.COM para permitir cargar software adicional para ZX Spectrum. Modificar el código máquina en el Einstein es sencillo, gracias a su Machine Operation System. Simples modificaciones requeridas por otros 25 juegos se proporcionan en el libro. Además, proporcionará el código de modificación para 13 juegos publicados en la revista Einstein Monthly. Esto significa que con el disco 1, 58 juegos ZX Spectrum se pueden ejecutar en el Einstein, muchos de los cuales se puede descargar desde World of Spectrum.
| Disc 1                                | Disc 2                         | Disc 3                   |
| ------------------------------------- | ------------------------------ | ------------------------ |
| Arcadia                               | 180 Darts                      | 3D Tunnel                |
| Astronut                              | Ad-Astra                       | Android                  |
| Atic Atac                             | Danger Mouse in Double Trouble | Blood 'N' Guts           |
| Daley Thompson's Decathlon            | Desert Rats                    | Chess                    |
| Flight Simulation                     | Feud                           | Countdown                |
| Gridrunner                            | Gremlins                       | Finders Keepers          |
| Humpty Dumpty Meets The Fuzzy Wuzzies | Lords Of Midnight              | Firebirds                |
| Hunchback                             | Lunar Jet Man                  | Hungry Horace            |
| Jetpac                                | Master Of Magic                | H.U.R.G. (Game Designer) |
| Jump Challenge                        | Nonterilaqueos                 | Lazerzone                |
| Laserwarp                             | Raster Scan                    | Micromouse               |
| Potty Pigeon                          | Rentakill Rita                 | Mugsy                    |
| Project Future                        | Rescue                         | Nifty Lifty              |
| Spectipede                            | Robin Of Sherwood              | Penetrator               |
| Starion                               | Snowman                        | Pssst                    |
| Stop The Express                      | S.O.S.                         | Push Off                 |
| The Hobbit                            | Spitfire 40                    | Computer Scrabble        |
| Tornado Low Level                     | Sweevo's World                 | Sorcerer Lord            |
| Traxx                                 | Terminus: The Prison Planet    | Spin Dizzy               |
| Twin Kingdom Valley                   | Way Of The Fist                | Uchi Mata                |

### Mouse Art
Mouse Art es un software de dibujo de bitmaps creado por EMSOFT para los Einstein que se comercializa junto con un mouse CONTRIVER M-1 Mouse (comercializado inicialmente para los Commodore 64/Commodore 128) y un adaptador de DE-9 al conector IDC 2 x 8 de entrada/salida programable. Recibe críticas favorables de Einstein User y es el único programa de este tipo conocido para los Einstein.